# Golpe de Estado de Yemen (2014-2015)
El golpe de Estado en Yemen se desarrolló a finales de 2014 e inicios de 2015,  a partir de la renuncia del primer ministro Mohammed Basindawa después que los rebeldes hutíes entraran en Saná el 21 de septiembre de 2014 y que terminó con la dimisión del presidente Abd Rabbuh Mansour y su Gabinete el 22 de enero de 2015 tras la toma del Palacio Presidencial por parte de Ansar Allah (hutíes), la residencias del jefe de Estado y de los ministros e instalaciones militares clave.
La situación política en Yemen se deterioró en septiembre de 2014 a partir de una serie de sentadas y manifestaciones, que más tarde se extendieron con el conflicto armado que se prolongó hasta el año siguiente. Los disturbios se iniciaron el 18 de agosto de 2014, como una serie de manifestaciones en Saná, después que el primer ministro Basindawa renunció y los houthis firmaron un acuerdo para un nuevo Gobierno unificado con otros partidos políticos. Las protestas fueron marcadas por los enfrentamientos entre los houthis y el Gobierno, así como por luchas entre estos últimos y Al Qaeda.
Los disturbios dieron un giro dramático el 20 de enero de 2015, cuando las fuerzas de Ansar Allah capturaron el Palacio Presidencial y sitiaron y bombardearon la residencia privada del presidente Mansour, donde estaba trabajando. El jefe de Estado resultó ileso, pero los houthis ganaron terreno adicional en la capital, lo que se percibió como una toma efectiva del control gubernamental. El 21 de enero el Comité Supremo de Seguridad de Adén cerró todo los accesos a la gobernación, como las vías terrestres, el puerto y el aeropuerto, según el coronel Mohammed Musaed del Departamento de Seguridad de Adén. El 22 de enero, Hadi y su gobierno renunciaron en masa. Hubo informes de que el Parlamento rechazó la renuncia del presidente, pero una sesión de emergencia se fijó para el 25 de enero para considerarla formalmente; pero ese día fue cancelada, y según portavoz del partido religioso de oposición Al-Islah más de la mitad de los legisladores dirigieron su atención a boicotear el golpe de Estado y la toma de posesión Houthi del Parlamento.

## Eventos

### 2014: Caída de Saná
El 18 de septiembre, los rebeldes hutíes se enfrentaron con milicianos de Al-Islah en Saná, y el 21 de septiembre avanzaron hacia el interior de la ciudad, capturando la sede del gobierno.
El 21 de septiembre, cuando los hutíes tomaron el control de Saná, el ejército yemení no intervino formalmente, ya que la división de orientación moral de las fuerzas armadas declaró su "apoyo a la revolución popular".  Las tropas que lucharon contra los hutíes en un intento infructuoso de detener su avance estaban afiliadas al general Ali Mohsen al-Ahmar y al partido conservador suní Al-Islah. Los hutíes describieron su movimiento como una revolución contra la corrupción y la malversación de fondos que estaba drenando las arcas del Estado. 
El primer ministro Mohammed Basindawa renunció acusando a segmentos del ejército y el gobierno de apoyar la revuelta y condenó a Hadi.  Después de hacerse con el control de edificios gubernamentales clave en Saná, los hutíes y el gobierno firmaron un acuerdo mediado por la ONU el 21 de septiembre para formar un "gobierno de unidad".  Los hutíes, junto con varios otros grupos políticos yemeníes, firmaron un acuerdo titulado Acuerdo de Paz y Asociación que preveía la formación de un nuevo gobierno de unidad.
Para el 22 de septiembre, al menos 340 personas habían muerto en combates en Saná.  Los combates continuaron incluso después de la firma del acuerdo para compartir el poder.

### Gobierno bajo presión
Ahmad Awad bin Mubarak, jefe de gabinete del presidente Abdrabbuh Mansur Hadi, fue nombrado inicialmente sucesor de Basindawa el 7 de octubre, pero declinó el cargo bajo la presión de los hutíes.  Los combates dejaron muertos otros 123 combatientes de ambos bandos. 
El 9 de octubre, un atentado suicida estalló en la plaza Tahrir justo antes de que comenzara una gran manifestación. El ataque mató a 47 personas e hirió a 75, en su mayoría partidarios de los hutíes. Funcionarios del gobierno creen que el ataque fue perpetrado por Al Qaeda en la Península arábiga, rival tanto del gobierno yemení como de los hutíes. 
El 7 de noviembre, el Consejo de Seguridad de las Naciones Unidas impuso sanciones al expresidente Ali Abdullah Saleh y a dos comandantes hutíes, Abdullah Yahya al Hakim y Abd al-Khaliq al-Huthi, por obstruir el proceso político yemení. El partido político de Saleh, el Congreso General del Pueblo, despojó a Hadi de sus cargos en el partido en respuesta, acusándolo de instigar las sanciones. 
El nuevo gobierno convocado por el Acuerdo de Paz y Asociación prestó juramento el 9 de noviembre. Sin embargo, los hutíes y el Congreso General del Pueblo se negaron a participar en el nuevo gobierno. 
Los hutíes continuaron mostrando su músculo en diciembre, impidiendo que el general Hussein Khairan entrara en su oficina después de que Hadi lo nombrara jefe del ejército a pesar de sus objeciones y acusando al presidente de "corrupción".  Según los informes, también secuestraron al activista Shadi Khasrouf en Saná, en medio de manifestaciones en la ciudad para exigir su retirada.  Bahah advirtió que él y su gobierno podrían dimitir por la interferencia de los hutíes en las instituciones estatales, que también incluyó el desalojo de altos funcionarios de la compañía petrolera estatal de sus oficinas, la prohibición de que el director del puerto de Al Hudaydah entrara en su oficina y el despido de cuatro gobernadores provinciales.

### 2015: Renuncia de Hadi
El 22 de enero, Hadi y Bahah presentaron sus renuncias, diciendo que las circunstancias en Yemen habían sido alteradas por el avance de los hutíes en la capital en septiembre de 2014; Bahah declaró que dimitió para "evitar ser arrastrado a un abismo de políticas poco constructivas basadas en ninguna ley". Si bien altos funcionarios hutíes habrían acogido con beneplácito la renuncia de Hadi, una declaración de los líderes hutíes dijo que el parlamento del país tendría que aprobarla para que entrara en vigor.

## Alegaciones de influencia exterior

### Irán
Los houthis pertenecen a la minoría chiita yemení, y los sunitas opositores al grupo militante les han acusado de vínculos estrechos con el Gobierno de Irán, el estado chiita más grande en Medio Oriente y un rival desde hace ya buen tiempo de Arabia Saudita, el mayor vecino y aliado de Yemen. El ascenso del poder houthi en Sana'a fue interpretado por muchos analistas como una bendición para la influencia iraní en la región.
El portavoz de la Casa Blanca, Josh Earnest, dijo en enero de 2015 que estaba claro que Irán estaba al mando los houthis con el "comando y control que ejerce", aunque describió gobierno de Estados Unidos se muestra "preocupado" por los lazos reportados entre ellos.

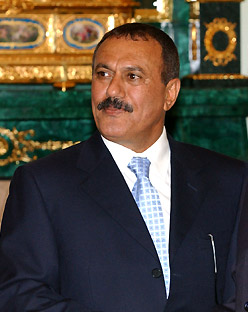
Gobernó 3 veces Yemen de 1990 a 2012.

### Ali Abdullah Saleh
El expresidente de Yemen, Ali Abdullah Saleh, ha conservado una influencia significativa en la política del país desde que renunció. Numerosos informes de prensa han sugerido un vínculo entre Saleh y el creciente poder de los houthis, y Al Jazeera incluso afirmó haber recibido una cinta filtrada de una conversación telefónica entre Saleh y un líder houthi coordinando tácticas en octubre de 2014, tras la caída de Sana'a.

### Estados Unidos
El Gobierno de Estados Unidos ha apoyado al expresidente Mansour con una campaña de ataques con aviones no tripulados contra Al-Qaeda. El Sr. Hadi aprobó los ataques con aviones no tripulados concediendo el correspondiente permiso antes de cada uno. El ritmo de los ataques aéreos de Estados Unidos aumentó comforme Al-Qaeda en la Península arábiga iba ganando territorio en la parte sur del país y trató de organizar ataques contra los Estados Unidos, de acuerdo con funcionarios estadounidenses, quienes dijeron que interrumpieron un complot de las bombas aerolínea originado en Yemen y reconocieron que el atentado de Charlie Hebdo fue organizado y apoyado por los insurgentes extremistas yemeníes.
El Comando de Operaciones Especiales Conjuntas de Estados Unidos y la CIA llevaron a cabo 33 ataques aéreos en Yemen en 2012, en comparación con los 10 en 2011, según el sitio Web de Long War Journal, que rastrea los ataques con aviones no tripulados. Un creciente número de ataques se han dirigido a figuras de menor nivel que son sospechosos de tener vínculos con el terrorismo, pero los operativos se ven principalmente como líderes de las facciones enfocados en ganar territorio en la lucha interna de Yemen.
El partido de Saleh, Congreso General del Pueblo , se unió a los houthis para boicotear el "gobierno de unidad" para que Hadi aceptara las demandas de estos últimos bajo presión después de la toma houthi de la sede del Gobierno. El retiro del proceso político mediatizado dibujó sanciones rápidas contra Saleh y líderes houthis tanto por parte de Estados Unidos y como de las Naciones Unidas a principios de noviembre.